# Adam Herold
Adam Herold (* 31. Mai 1659 in Dresden; † 2. März 1711 in Eilenburg) war ein deutscher Pädagoge und evangelisch-lutherischer Theologe.

## Leben
Geboren als Sohn des Stück- und Glockengießers Andreas Herold (1623–1696) und seiner Frau Anna Catharina (geb. Schmidt), wurde er bis zu seinem 15. Lebensjahr von Privatlehrern erzogen. Dann kam er auf die Schule in Gardelegen, von wo er mit seinem Vetter Abraham Hinckelmann 1675 an das Katharineum zu Lübeck ging und sich in den Sprachen weiterbildete. Mit einem Stipendium ausgestattet, bezog er am 14. September 1676 die Universität Wittenberg, wo Theodor Dassov sein prägender Lehrer wurde. Mit ihm reiste er 1677 an die Universität Leiden und an die Universität Oxford, wo er sich in den orientalischen und der englischen Sprache bildete. Zurückgekehrt nach Deutschland, bezog er 1678 die Universität Gießen und 1679 die Universität Kiel. Hier avancierte er 1680 zum Magister der Philosophie, erwarb sich das Recht, an Hochschulen Vorlesungen zu halten, und ging 1682 wieder nach Wittenberg.
Am 10. September 1683 wurde Herold Gymnasialprofessor für hebräische Sprache und Theologie sowie Rektor des Gymnasiums in Reval, das sich unter seiner Leitung zu einem blühenden Bildungsinstitut entwickelte. 1689 wurde er Oberpfarrer und Superintendent in Herzberg (Elster). 1692 kehrte er nach Wittenberg zurück, wo er am 12. September 1692 das Lizenziat der Theologie erwarb. Nachdem er am 11. Oktober 1692 zum Doktor der Theologie promoviert worden war, ging er als Pfarrer an der St. Nikolaikirche und Superintendent der dortigen Ephorie nach Eilenburg.
Am 8. Januar 1684 heiratete er Magdalene Elisabeth Rübbe, eine Tochter des Hamburger Kaufmanns Johann Rubbe. Aus dieser Verbindung gingen sechs Töchter und zwei Söhne hervor. Andreas Herold (* 12. Dezember 1685 in Reval; † 1747) erlangte ebenfalls als Autor Bedeutung.

## Werkauswahl
Herold hinterließ neben handschriftlichen Aufzeichnungen auch einige Gedichte. Zudem sind von ihm einige Leichenpredigten bekannt und mehrere Programme.
- Palladium reformatorum a sua sede cap. IX. ad Rom. destructum
- Tabula synoptica totius Theologiae
- Diss. utrum Christus ultimum pascha eodem an diverso a Judaeis die comederit
- Diss. de necessitate hypothetica
- Diss. de natura logicae
- Diss, de sanctissima S. S. Trinitatis mysterio ex articulo creationis ostento
- Diss. de Judaeorum excommunicatione
- Diss. de fidei vita et morte
- Diss. de Magis, Bethlehemum profectis
- Diss. de fato matrimonii
- Programma invitatorium ad orationes a Henrico Nohsen et Lev. Andr. Schwartz in memoriam Caroli Gustavi etc. habendas. Reval 1687